# Ellie Kemper

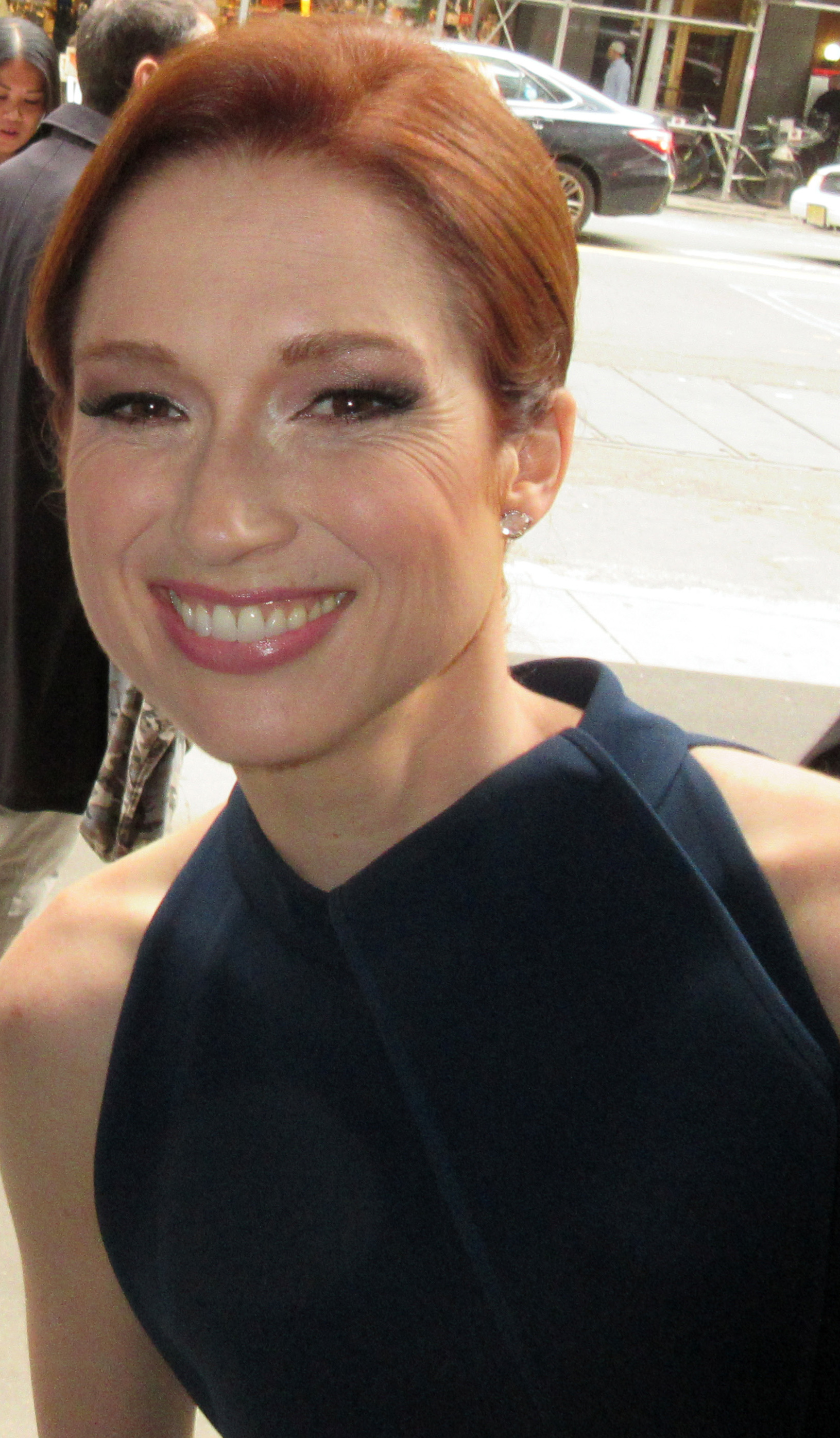
Ellie Kemper (2018)

Elizabeth „Ellie“ Claire Kemper (* 2. Mai 1980 in Kansas City, Missouri) ist eine US-amerikanische Schauspielerin.

## Privatleben
Elizabeth Claire Kemper wurde als zweites von vier Kindern von Dorothy Ann Jannarone und David Woods Kemper geboren. Sie entstammt der Familie des Bankers William Thornton Kemper, Sr. (1866–1938). Sie ist deutscher und italienischer Abstammung. Ihre jüngere Schwester ist die Autorin Carrie Kemper. Sie wuchs in St. Louis auf und studierte, nachdem sie die John Burroughs School besuchte, an der Princeton University, wo sie sich für Schauspielerei und Improvisationscomedy interessierte. Anfang Juli 2012 heiratete sie ihren langjährigen Lebensgefährten Michael Koman, einen Drehbuchautor und Kreativen, in New York.

## Karriere
Von 2009 bis 2013 spielte sie in der US-amerikanischen Comedyserie Das Büro die Rolle der Kelly Erin Hannon. Es folgten außerdem kleinere Nebenrollen in Komödien wie Männertrip, Brautalarm und 21 Jump Street. Zwischen 2015 und 2019 spielte sie eine Hauptrolle in der Serie Unbreakable Kimmy Schmidt, für die sie 2016 für einen Emmy nominiert wurde.

## Filmografie (Auswahl)
- 2009–2013: Das Büro (The Office, Fernsehserie, 102 Folgen)
- 2009: Mystery Team
- 2010: Männertrip (Get Him to the Greek)
- 2010: Somewhere
- 2011: Brautalarm (Bridesmaids)
- 2012: 21 Jump Street
- 2012–2013: The Mindy Project (Fernsehserie, 3 Folgen)
- 2012: Robot Chicken (Fernsehserie, eine Folge)
- 2014: Grow Up!? – Erwachsen werd’ ich später (Laggies)
- 2014: Sex Tape
- 2015–2019: Unbreakable Kimmy Schmidt (Fernsehserie)
- 2016: Pets (The Secret Life of Pets, Stimme)
- 2017: The LEGO Batman Movie (Stimme)
- 2017: Die Schlümpfe – Das verlorene Dorf (Smurfs: The Lost Village, Stimme)
- 2019: Pets 2 (The Secret Life of Pets 2, Stimme)
- 2020: The Stand-In
- 2021: Nicht schon wieder allein zu Haus (Home Sweet Home Alone)
- 2023: Küssen und andere lebenswichtige Dinge (Happiness for Beginners)

## Auszeichnungen und Nominierungen
Emmy
- 2016: Nominierung als Beste Hauptdarstellerin in einer Comedyserie für Unbreakable Kimmy Schmidt
- 2017: Nominierung als Beste Hauptdarstellerin in einer Comedyserie für Unbreakable Kimmy Schmidt

Critics’ Choice Movie Award
- 2012: Nominiert für das Beste Schauspielensemble für Brautalarm

Critics’ Choice Television Award
- Dez. 2016: Nominiert als Beste Hauptdarstellerin in einer Comedyserie für Unbreakable Kimmy Schmidt
- 2018: Nominiert als Beste Hauptdarstellerin in einer Comedyserie für Unbreakable Kimmy Schmidt

Screen Actors Guild Award
- 2010: Nominierung als Bestes Schauspielensemble in einer Comedyserie für Das Büro
- 2011: Nominierung als Bestes Schauspielensemble in einer Comedyserie für Das Büro
- 2012: Nominierung als Bestes Schauspielensemble in einer Comedyserie für Das Büro
- 2012: Nominierung als Bestes Schauspielensemble für Brautalarm
- 2013: Nominierung als Bestes Schauspielensemble in einer Comedyserie für Das Büro
- 2016: Nominierung als Beste Darstellerin in einer Comedyserie für Unbreakable Kimmy Schmidt
- 2017: Nominierung als Beste Darstellerin in einer Comedyserie für Unbreakable Kimmy Schmidt